# TIGCC
TIGCC (Vereinigung von TI, Texas Instruments, und GCC für GNU C Compiler) ist ein GNU C Compiler, der mit Programmen zur Komprimierung von Programmen und vielen weiteren Tools zur Taschenrechnerprogrammierung verfügbar ist. Zurzeit werden alle mit dem Motorola 68000 ausgestatteten Taschenrechnermodelle von TI unterstützt (TI-89, TI-92, Voyage 200). Im Windows-Download sind der Compiler, eine IDE und die TIGCC Tools Suite inbegriffen, unter Linux gibt es für verschiedene Distributionen Pakete bzw. die Quellcodes zum Selbstkompilieren. Als IDE unter Linux wird die neue IDE für KDE (KTIGCC) von Kevin Kofler genutzt.

## Übersicht
Am 16. Juli 1999 kam die erste Version von TIGCC heraus, noch ohne IDE und Bibliothek. Sechs Monate später wurde die Programmbibliothek entwickelt und der Linker erst einmal zur Seite gelegt. Seitdem hat sich TIGCC immer weiter entwickelt, auch wenn die Administratoren des Projekts öfters wechselten. Ein Höhepunkt war die Veröffentlichung der IDE für Linux, da diese das Programmieren deutlich vereinfachte.

## Compiler
Der Compiler ist ein modifizierter GCC 4.1.

## IDE
Im Windows Paket der Compiler-Collection ist eine ausgereifte, wenn auch mittlerweile teilweise veraltete, IDE enthalten. Unter Linux sah die Situation bis vor kurzem anders aus. Es gab eine seit 2000 nicht mehr weiterentwickelte Version von Anjuta, die mit neueren Linux-Distributionen nicht mehr konform war. Doch im Rahmen des Google Summer of Code wurde von Kevin Kofler eine IDE für KDE entwickelt. Diese ist in RPM-Paketen für Fedora und als Quelltext verfügbar. Die rpm-Pakete sind nur zu Fedora kompatibel.

## Vergleich TIGCC+IDE und TI Flash Studio
Das TI Flash Studio ist eine IDE mit einem eingebauten Sierra-Compiler von Texas Instruments. Es wurde seit mehreren Jahren nicht mehr weitergepflegt, doch hat es einige Vorzüge gegenüber TIGCC. Die Einrichtung des Flash Studios benötigt jedoch eine Version der Java Virtual Machine, die nur noch schwer zu beschaffen ist.
Hier ist ein Vergleich zwischen TIGCC und TI Flash Studio.
TIGCC:
+ schneller Compiler
+ sehr gute Codeoptimierung
+ Inline Assembler
+ leistungsstarke Komprimierung verfügbar
− kein Erstellen von FlashApps
TI Flash Studio:
+ Erstellen von FlashApps (Signierung durch TI für die Veröffentlichung erforderlich, die RSA-Keys sind jedoch mittlerweile im Internet verfügbar)
+ eingebauter Emulator
− schwierige Einrichtung
− nur für Microsoft Windows verfügbar
− langsamer Compiler mit schlechter Codeoptimierung